# Stepa Kulunda
Stepa Kulunda este o stepă care constituie extensia sudică a Câmpiei Siberiei de Vest. Cea mai mare parte a stepei se află în Rusia, însă partea sa de vest se extinde în Kazahstan. Are o formă aproape triunghiulară, cu vârful spre sud, și se întinde pe o suprafață de aproximativ 100.000 km pătrați. Cu un drenaj slab datorită reliefului relativ jos și a precipitațiilor puține, stepa are numeroase lacuri, cele mai multe cu apă sărată; Lacul Kulunda este cel mai mare. Sarea lui Glauber (un compus de sulfat de sodiu folosit în coloranți și medicamente) și soda sunt extrase din aceste lacuri. La marginea de vest a stepei se află orașul Pavlodar.